# Tyssedal Kraftanlegg
Tyssedal kraftanlegg (Tysso I) er et teknisk-industrielt kulturminde i Tyssedal i Odda kommune i Hordaland. Kraftanlægget består af kraftstationsbygning og værkstedsbygning, der ligger ved Sørfjorden, rørgate; fordelingsbassin, ventilhus og vogterbolig i Lilletopp, indtagsdæmningen ved Vetlevann, to tunneler fra Vetlevann til Lilletopp, samt den store Ringedalsdæmning, der opstemmer Ringedalsvatnet.

## Historie
Bygningen af kraftanlægget blev påbegyndt i 1906, og i 1908 begyndte leveringen af elektricitet til karbidfabrikken ved smelteværket i Odda, som blev nedlagt i 2003.
I perioden 2000 til 2007 blev anlægget restaureret for 46,7 millioner kroner. Til sammenligning kostede det kun 13 millioner at bygge det.

## Arkitektur
Kraftanlægget skilte sig ikke bare ud som et teknologisk fremskridt, arkitekturen er også bemærkelsesværdig. De to arkitekter Victor Nordan og Thorvald Astrup hentede inspiration fra italienske kirker og katedraler, og resultatet er et industribyggeri, som fremstår æstetisk stærkt.

## Teknologi
Da kraftværket stod færdig i 1918, var der installeret 15 aggregater med Peltonturbiner på til sammen 100 MW. Stationen producerede 25 Hz kraft, og havde en gennemsnitlig årsproduktion på 700 GWh. De 15 generatorer stod i sine glansdage for omtrent 10% af det samlede kraftforbrug i Norge. Til sammenligning står det nyere Oksla kraftverk fra 1989 for ca. 2% af dagens forbrug, til trods for, at dets ene aggregat producerer det dobbelte af, hvad det gamle kraftanlæg gjorde på noget tidspunkt.

## Museum
Tyssedal kraftanlæg er nu en del af Norsk Vasskraft- og Industristadmuseum, som fortæller historien om vandkraft- og industrirejsningen i Norge gennem omvisninger i den gamle kraftstation, billedspil og udstillinger. Anlægget bliver også brugt til kulturelle arrangementer, og en midlertidig scene er placeret i midten af stationen. Bygningen er særlig kendt for den særegne akustik, som gør den til en velegnet koncertarena. Der har også været arrangeret banketter og middage i den 180 meter lange maskinsal, og kraftanlægget er tilknyttet Statkraftstova, som tilbyder lokaleudleje og konferencefaciliteter.

## Fredet
Kraftanlægget er et af Norges mest komplette industrielle kulturminder, og på baggrund af dette blev det fredet af Riksantikvaren i 2000. Efter dette er et stort restaureringsarbejde gennemført. Fredningen omfatter kraftstationsbygningen med interiør fra maskinhal, kontrolrom, rørkælder og produktionsudstyr i disse rum, og alt eksteriør fra perioden 1908-1988; desuden eksteriøret i værkstedsbygning, rørgate, og fordelingsbassin; interiør, eksteriør og udstyr i de øvrige bygninger og vogterboligen; samt indtagsdæmningen ved Vetlevann og ventilhuset med interiør og eksteriør.
Der arbejdes også med at få hele anlægget på UNESCOs liste over Verdensarven.

## Tusenårssted og Århundredets bygningsværk
Kraftstationen er Odda kommunes tusenårssted, og blev valgt som Århundredets bygningsværk i Hordaland og Sogn og Fjordane.